# Maria Krzymuska-Iwanowska
Maria Krzymuska-Iwanowska (ur. 1878, Budzisław Kościelny, zm. 6 maja 1923, Płock) – polska pisarka działająca w czasach Młodej Polski.

## Życiorys
Jej matką była krytyk literacka Maria Krzymuska. Krzymuska-Iwanowska posługiwała się pseudonimem Theresita. Ukończyła szkołę klasztorną w Beaugency koło Orleanu, jednak nie mogła wstąpić do tej wspólnoty z powodu jej rozwiązania. Przez wiele lat uczyła prywatnie języka francuskiego, wiele podróżując po Europie, a następnie Stanach Zjednoczonych. Wyszła za mąż za dziennikarza Feliksa Iwanowskiego. Ok. 1898 przebywała w Krakowie, gdzie zaprzyjaźniła się z Dagny i Stanisławem Przybyszewskim.

## Twórczość
Twórczość Krzymuskiej-Iwanowskiej łączyła charakterystyczne dla epoki elementy mistycyzmu i psychologicznego ekshibicjonizmu. W swoich utworach łączyła religijność z erotyzmem. W powieści "U źródeł"   (1914 r.) zawarła m.in. wrażenia z rewolucji w Warszawie. Widoczne są u niej wpływy Przybyszewskiego. Napisała m.in. tom nowel Stygmat (1906) i powieść U źródeł (1913).

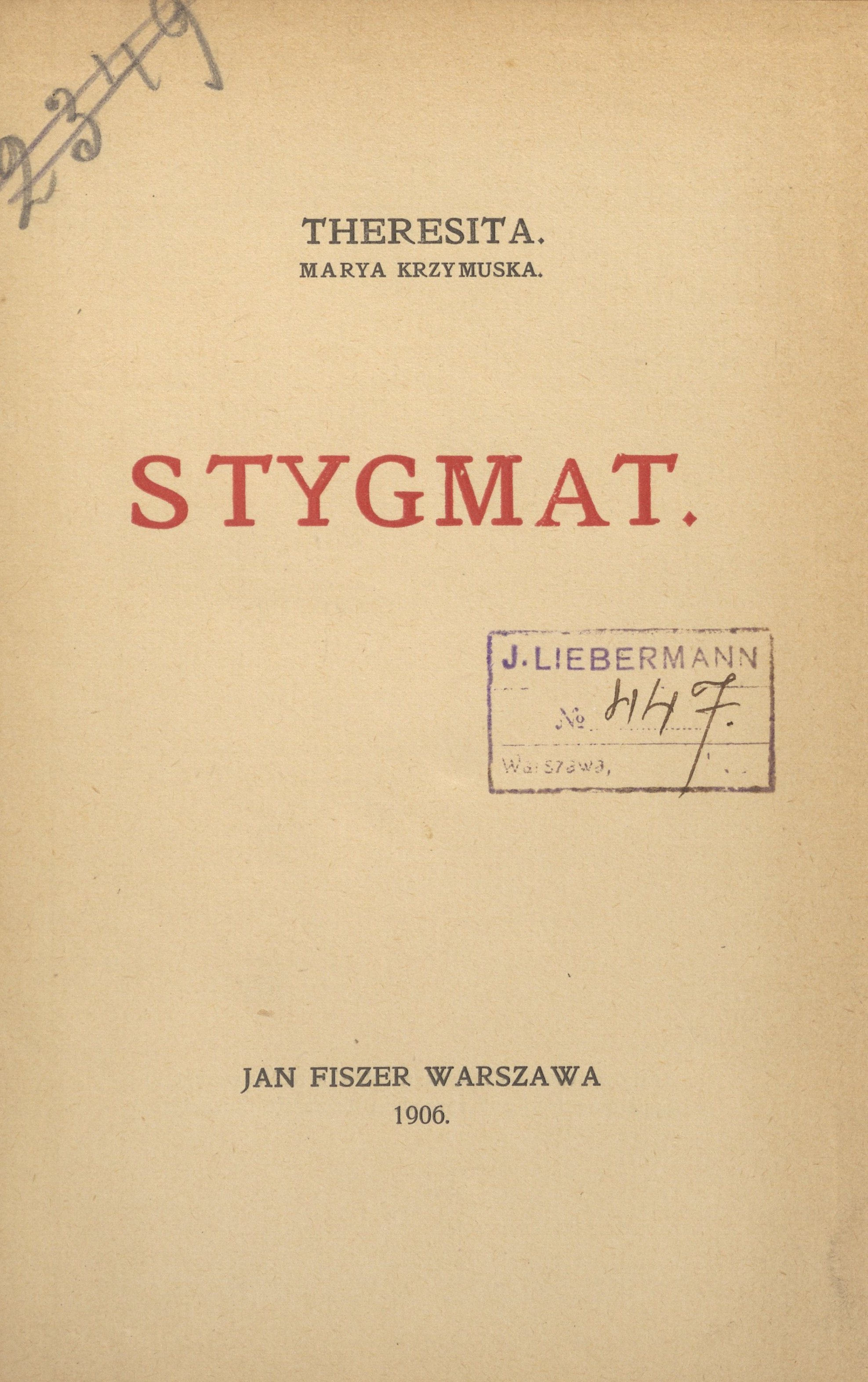
Stygmat (1906)
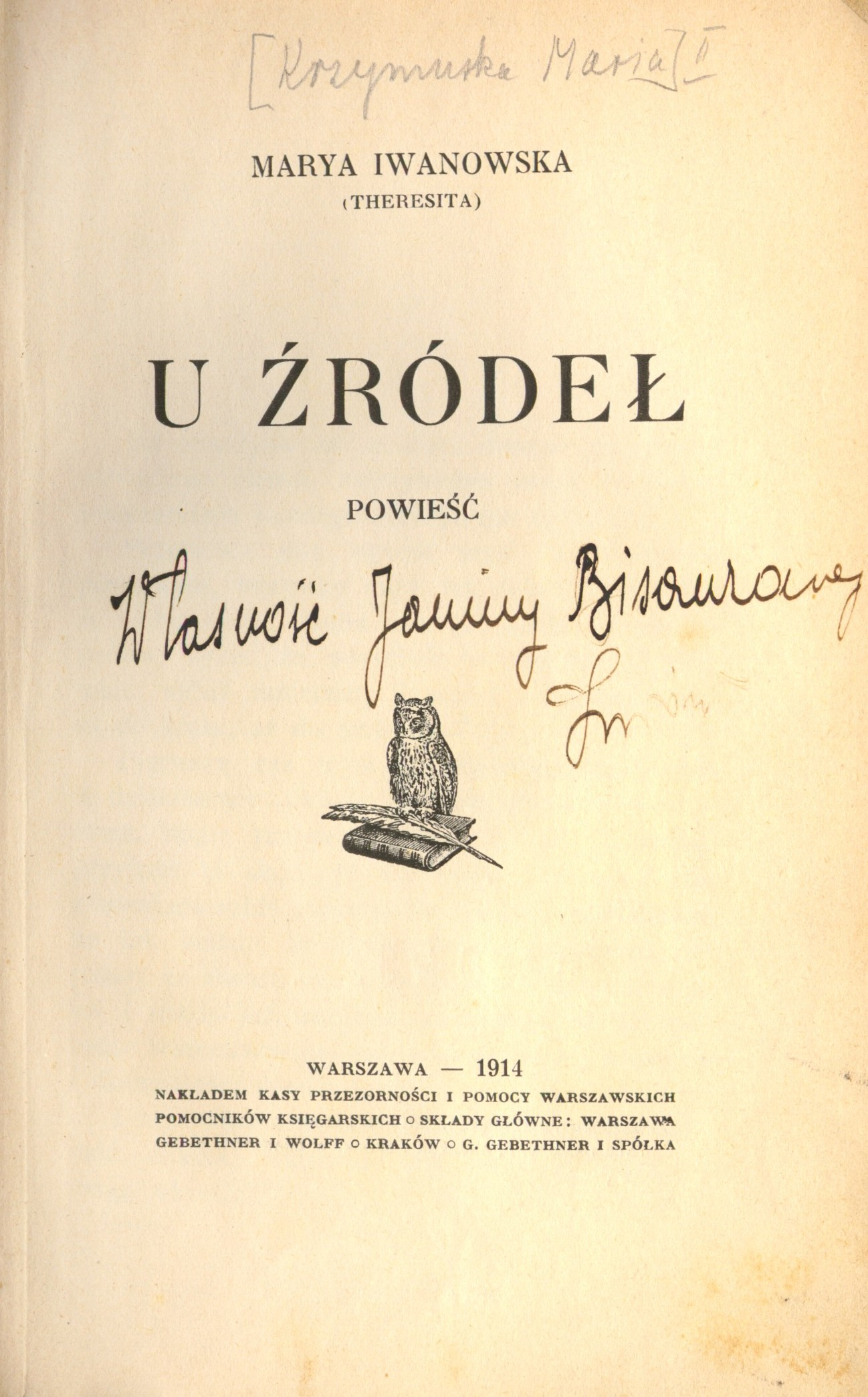
U źródeł  (1914)
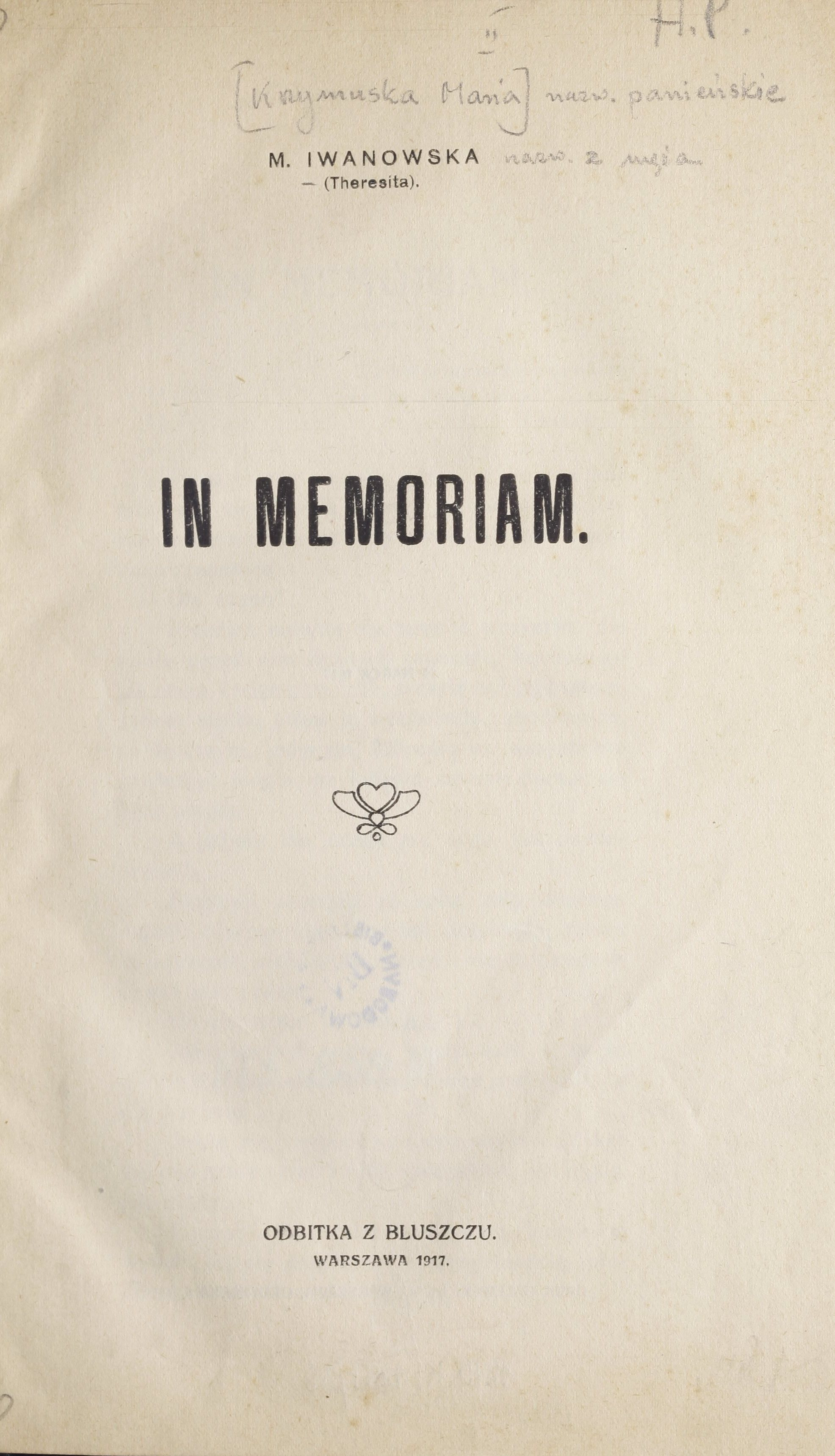
In memoriam (1917)